# ニューアート・ZERO会
ニューアート・ZERO会（ニューアート・ゼロかい）は、2000年に設立された日本の美術団体。関西を拠点とし、毎年2-3月に大阪市立美術館にて公募展「ZERO展」を開催している。
また年１回程度（不定期）同人による小品展を大阪市内などのギャラリーで行っている。

## 沿革
2000年　等迦会から関西のメンバーが分離独立する形で設立。初代会長は高橋忠雄。
2001年　大阪市立美術館地下展覧会室にて公募展「2001・ZERO展」を開催。
2013年　一般公募に加えて、高校生以下を対象とした「子どもの部」の公募を開始。
2018年　F0号限定の「0号展の部」の公募を開始。

## 同人

### 歴代会長
1. 高橋忠雄（2000〜2002）
2. 和田勝治（2003〜2004）
3. 木村武司（2005〜2008）
4. 村瀬京平（2009〜2011）
5. 松井公一（2012〜）

### 同人数
会員65名、会友17名（2021年現在）

## ZERO展
「新しい世紀に新しい創造」をテーマに、ニューアート・ZERO会が2001年から開催している公募展。
サイズ無制限の［本展］、F0号限定の［0号展］、中学生以下（2023までは高校生以下）が対象の［子どもの部］の３部門で公募が行われ、入選および受賞作品が選出される。入選作品は、例年2月末〜3月初頭に大阪市立美術館地下展覧会室に展示される。大阪市立美術館の改装工事に伴い、2023・24年は会場を宝塚市立文化芸術センターに移し、2025年は豊中市立文化芸術センターに移していたが、2026年より大阪市立美術館に戻る。

### 主催
ニューアート・ZERO会

### 後援
大阪府、兵庫県、大阪市、堺市、大阪府教育委員会、兵庫県教育委員会、大阪市教育委員会、（公財）関西・大阪21世紀協会、塚本学院校友会

### 協賛
ホルベイン画材、マツダ画材

### 特徴
［本展］では、絵画・版画・彫刻・工芸に加え、インスタレーションや映像などあらゆるジャンルを受け付けており、作品サイズも（展示できる範囲ではあるが）原則無制限、また国籍・地域・年齢・性別に関わらず誰でも応募できる、非常に自由度の高い公募展である。審査においては、作家名は伏され、経歴や派閥・門閥に一切関わりなく「良いものは良い」というスタンスで、審査員による投票で入選・受賞作が決定される。そのため、入選作は毎年バラエティに富んでおり、5mを超えるような巨大な作品が展示されることも珍しくない。

### 各賞

#### ［本展］
ZERO展大賞、ZERO会会長賞、新人賞、会員賞、会友賞、ZERO会賞、大阪府知事賞、兵庫県知事賞、大阪市長賞、堺市長賞、兵庫県県議会議長賞、大阪市立美術館館長賞、朝日新聞社賞、塚本学院校友会会長賞

#### ［0号展］
0号展大賞、ZERO会賞

#### ［子どもの部］
大阪府教育員会賞、兵庫県教育員会賞、大阪市教育委員会賞

### 歴代大賞作品
| 年   | 作家名       | 作品タイトル             | ジャンル                 |
| ---- | ------------ | ------------------------ | ------------------------ |
| 2021 | ヨネダマユミ | ボーダーライン           | 絵画・ミクストメディア   |
| 2002 | 上原洋浩     | パンツ時間               | 立体・インスタレーション |
| 2003 | 西海晴子     | 風の記憶                 | 絵画                     |
| 2004 | 中野一彦     | 日記（ふる里）           | 絵画                     |
| 2005 | 高島江美子   | 女達は踊る               | 絵画                     |
| 2006 | 武藤洋子     | ○○の日記                 | 絵画                     |
| 2007 | 浦田和義     | Coleoptera-21            | プリント                 |
| 2008 | 奥野多美子   | 息づかい                 | 絵画                     |
| 2009 | 久野安依子   | 母神                     | 絵画                     |
| 2010 | 李辛         | 家園                     | 絵画                     |
| 2011 | 山野好民     | ears・nose               | 立体・インスタレーション |
| 2012 | 風見葉       | WIND SHADOW              | 染織                     |
| 2013 | 田村あさこ   | trees                    | 絵画                     |
| 2014 | 石田一成     | 煉獄邪皇軍レグヌム・デイ | 立体                     |
| 2015 | 竹内暁美     | ある日の蛙               | プリント                 |
| 2016 | 船曳信世     | No more Satao -a〜z-     | 絵画                     |
| 2017 | 大庭敏       | 憑                       | 絵画                     |
| 2018 | 泉川博之     | 最高の気分2018           | 絵画                     |
| 2019 | 河合芙幸     | Blue blue Blue           | 染織                     |
| 2020 | 吉田絵美     | 変化する中               | 絵画                     |
| 2021 | 東陰地正喜   | くるめく                 | 映像・インスタレーション |
| 2022 | 堀紀幸       | 時空の器                 | 金属工芸                 |
| 2023 | 髙橋亜希     | back                     | 染織                     |
| 2024 | 該当者なし   |                          |                          |
| 2025 | 該当者なし   |                          |                          |

### 企画展
展覧会では、同人の作品、一般公募入選作品のほか、前年度の大賞受賞者による特別展示コーナーが設けられる。
また、2016年より総合デザイナー協会（DAS）による「テーマ0のポスター展」、堺市障害者福祉センターによる「SakaiArtication選抜展」が併設されている。